# Stazione di Cupra Marittima
Stazione di Cupra Marittima vasútállomás Olaszországban, Marche régióban, Cupra Marittima településen.

## Vasútvonalak
Az állomást az alábbi vasútvonalak érintik:
- Ancona–Lecce-vasútvonal

## Kapcsolódó állomások
A vasútállomáshoz az alábbi állomások vannak a legközelebb: 
- Stazione di Grottammare
- Stazione di Pedaso